# フォーチュン・クエスト (アニメ)
『フォーチュン・クエスト』は、深沢美潮による同名のライトノベルを原作としたアニメ作品。

## OVA
1993年からOVA『フォーチュン・クエスト 世にも幸せな冒険者たち』が角川書店からVHS版として発売された。後にビクターエンタテインメントからもVHS版とLD版が発売された。

### キャスト (OVA)
- パステル：笠原留美[3]
- トラップ：古川登志夫[3]
- クレイ：林延年[3]
- キットン：太田真一郎[3]
- ノル：川津泰彦[3]
- ルーミィ：西原久美子[3]
- シロちゃん：冬馬由美[3]
- ローレンス・オーシ：島田敏[3]
- ヒュー・オーシ：岸野幸正[3]
- ミシュラン：あずさ欣平 - ヒールニントに住む老人。助けを求めに旅の途中、病気で倒れていた。
- ユリア：萩森侚子 - ヒールニントに住む女性。村長の娘。
- ゼン：山本圭子
- ラーダ：佐藤正治 - ヒールニントの村長。
- 魔導師：青野武 - 原作でのクルラコーンに相当する立場。
- ナレーション：冬馬由美[3]

### スタッフ (OVA)
- 製作：角川歴彦[3]
- 原作：深沢美潮[3]、迎夏生[3]
- 監督：つるやまおさむ[3]
- 脚本：まるおけいこ[3]
- 絵コンテ：しばたひろき
- 演出：山口武志[3]
- キャラクターデザイン・作画監督：中山由美[3]
- 美術監督：須江信人[3]
- アニメーション制作：J.C.STAFF[3]
- 音楽：安西史孝[3]

### 主題歌 (OVA)
- 主題歌「フォーチュン・クエスト〜いつか叶う夢」
  - 作詞：深沢美潮 / 作曲：深沢美潮、萩原健太 / 編曲：萩原健太 / 歌：笠原留美
- イメージソング「迷いの森」
  - 作詞：深沢美潮 / 作曲・編曲：安西史孝 / 歌：さいとうみわこ

## テレビアニメ
1997年からテレビアニメ『フォーチュン・クエストL』が毎日放送で放送された。他にもテレビ東京や東北放送 (TBC) 、テレビユー福島 (TUF) でも放送された。

### 登場人物

#### 主要キャラクター
- パステル：中川亜紀子[1]
- クレイ：森川智之[1]
- トラップ：岩永哲哉[1]
- ルーミィ：柊美冬[1]
- シロ：笠井律子[1]
- ノル：大西健晴[1]
- キットン：高戸靖広[1]
- ギア・リンゼイ：真殿光昭[1]
- マリーナ：根谷美智子[1]
- アンドラス：鈴木勝美[1]

#### 原作小説に登場するキャラクター
- ステア・ブーツ：山野史人[1]
- トラップの父：平尾仁彰[1]
- トラップの母：麻見順子[1]
- アンダーソン：堀部隆一[1]
- クレイの母：辻桃子[1]
- エイブス：平野正人[1]
- エイブスの部下：井上隆之、風間信彦、志賀克也 - 部下の数は原作よりも少なく設定されている。
- カピオカ：志賀克也
- シロの母：さとうあい
- ルタ：伊藤舞子 - 原作小説の新1-3、L1巻には登場しない。登場は無印1巻。
- ゼン婆さん：後藤真寿美
- スワンソン：中田和宏
- ヒル・ウォーカー：松本大
- ルイザ：深水由美
- リロイ：石井康嗣
- マックス：國府田マリ子
- ウォーレス：長島雄一

ルタが後に新6巻で再登場（イラスト付きとしては初登場）した際の迎夏生によるイラストは、アニメ版のルタとほぼ同じように描かれている。なお、新6巻発売は毎日放送でのアニメ放送の約3年後である。

#### アニメオリジナルキャラクター
ここでは主要なキャラクターのみ記述する。
- ジュリア：中山真奈美
- ウッドワード：牛山茂
- グレアム：山下啓介
- プルル：丹下桜
- 仙女：鷹森淑乃
- 兵士：風間信彦、小池浩司
- ヘボン：広瀬正志
- アリシア：雪乃五月
- マリア：池本小百合
- ソフィア：日野由利加 - スタッフロールのキャスト表示では「日野由利香」となっている。
- デイジー：南央美
- グロリア：深水由美
- パメラ：浅川悠 - スタッフロールのキャスト表示では「淺野悠」となっている。
- リン：津野田なるみ
- キャシー：鈴木砂織
- アンリ：稲葉実
- ビリー：岡野浩介 - スタッフロールのキャスト表示では「岡部浩介」となっている。
- ローズバッド：益富隆一 - スタッフロールのキャスト表示による。
- リンダ：さとうあい
- ダマカス：茶風林
- ユリアーノ：林延年

上記のように、スタッフロールでのキャスト表示は誤記が多い。「益富隆一」も該当する声優・俳優が存在しないことから誤記の可能性がある。

### スタッフ（テレビアニメ）
- 企画 - 榎善教[1]
- 原作 - 深沢美潮[1]、迎夏生[1]
- 総監督 - 渡部高志[1]
- 監督 - 佐藤英一[1]
- シリーズ構成 - 影山由美[1]
- キャラクターデザイン - 宮田奈保美[1]
- 美術監督 - 中原英統[1]
- 色彩設定 - 金野広幸
- 音響監督 - 藤野貞義[1]
- 撮影監督 - 神山茂男[1]
- OPアニメーション - 加藤洋人[1]
- EDアニメーション - 則座誠[1]、宮田奈保美[1]
- 音楽プロデューサー - 富岡国介[1]
- プロデューサー - 丸谷嘉彦[1]、竹田洋樹[1]
- アニメーションプロデューサー - 萩原攷司[4]、岡田修一[4]
- アニメーション制作 - イージーフイルム[1]
- 製作 - フォーチュン・クエストL製作委員会[1]

### 主題歌（テレビアニメ）
オープニングテーマ「Good Fine Everyday」
作詞 - 谷岡ひろみ / 作曲・編曲 - 岩崎文紀 / 歌 - sus4
エンディングテーマ「星の声」
作詞 - 根本美緒、岸康 / 作曲 - 根本美緒 / 編曲 - 嶋田陽一 / 歌 - sus4
挿入歌「月の船」（第19話）
作詞 - 太田美帆、岸康 / 作曲 - 太田美帆 / 編曲 - 嶋田陽一 / 歌 - sus4

### 各話リスト
| 話数 | サブタイトル                 | 脚本     | 絵コンテ          | 演出           | 作画監督          | 放送日          |
| ---- | ---------------------------- | -------- | ----------------- | -------------- | ----------------- | --------------- |
| 1    | ドラゴンの宝玉               | 影山由美 | 佐藤英一          | 津田義三       | 柳瀬雄之          | 1997年 10月18日 |
| 2    | 盗まれたトラップ?            | 松井亜弥 | 渡辺純央          | 渡辺純央       | 松下純子          | 10月25日        |
| 3    | テラソン山のミステリー!?     | 堀井明子 | 水島精二          | 石崎すすむ     | 岡迫亘弘          | 11月8日         |
| 4    | 白い竜の祭壇                 | 吉田玲子 | 奥田誠治          | 則座誠         | 浜田勝            | 11月15日        |
| 5    | 出た!悪魔の谷の大ムカデ      | 渡辺誓子 | 佐藤英一          | 土屋浩幸       | 柳瀬雄之          | 11月22日        |
| 6    | キットンとの再会             | 影山由美 | 小林一三          | 御厨恭輔       | 小田仁            | 11月29日        |
| 7    | ストロベリーハウスの用心棒   | 成田良美 | 奥田誠治          | 栗山美秀       | 高鉾誠            | 12月6日         |
| 8    | 森が呼んでいる?              | 影山由美 | 石山タカ明        | 津田義三       | 浜田勝            | 12月13日        |
| 9    | 試練の始まり                 | 成田良美 | 御厨恭輔          | 御厨恭輔       | 小田仁            | 12月20日        |
| 10   | パーティ最大の危機!?         | 吉田玲子 | 渡辺純央          | 渡辺純央       | 佐々木一浩        | 1998年 1月10日  |
| 11   | 脱出!                        | 影山由美 | 奥田誠治          | 栗山美秀       | 柳瀬雄之          | 1月17日         |
| 12   | 偽りの王女                   | 影山由美 | 石崎すすむ        | 石崎すすむ     | 岡迫亘弘 飯野利明 | 1月24日         |
| 13   | かけひき                     | 堀井明子 | 奥田誠治          | 御厨恭輔       | 永島明子 戸部敦夫 | 1月31日         |
| 14   | 予想外の出来事               | 堀井明子 | 則座誠 奥田誠治   | 則座誠         | 松下純子          | 2月14日         |
| 15   | そよ風の訪問者               | 影山由美 | 貞光紳也          | 貞光紳也       | 浜田勝            | 2月21日         |
| 16   | はばたく心                   | 影山由美 | 渡部高志          | 渡部高志       | 宮田奈保美        | 2月28日         |
| 17   | トラップハウスからの挑戦状   | 成田良美 | 奥田誠治          | 津田義三       | 柳瀬雄之          | 3月7日          |
| 18   | 最後の贈り物                 | 渡辺誓子 | 加藤洋人          | 土屋浩幸       | 加藤洋人          | 3月14日         |
| 19   | 星の降る月夜の…              | 影山由美 | 佐藤英一 栗山美秀 | 栗山美秀       | 永島明子 戸部敦夫 | 3月21日         |
| 20   | 謎の地下工場                 | 吉田玲子 | 御厨恭輔          | 御厨恭輔       | 浜田勝            | 4月11日         |
| 21   | 幻の秘薬                     | 堀井明子 | 奥田誠治          | 石崎すすむ     | 岡迫亘弘          | 4月18日         |
| 22   | 禁断の用心棒                 | 影山由美 | 貞光紳也          | 貞光紳也       | 戸部敦夫          | 4月25日         |
| 23   | 迷える小羊                   | 堀井明子 | 奥田誠治          | 土屋浩幸       | 前澤弘美          | 5月2日          |
| 24   | そんな関係                   | 吉田玲子 | 岩崎良明          | 日下部光雄     | 島袋美由紀        | 5月9日          |
| 25   | カタリナの杯                 | 影山由美 | 佐藤英一          | はしもとなおと | 松下純子          | 5月16日         |
| 26   | ネバーエンディング・クエスト | 影山由美 | 佐藤英一          | 佐藤英一       | しまだひであき    | 5月23日         |

### 放送局
- 毎日放送 (MBS)
- テレビ東京 (TX) - MBSにおける本来の系列キー局であるTBSの放送ではない。
- 東北放送 (TBC) - 主題歌を歌っていたsus4のメンバー・根本美緒は2001年から3年間TBCにアナウンサーとして在籍していた。
- テレビユー福島 (TUF) - 上記3局は深夜に放送されたのに対して、TUFは早朝での放送であった。

## 関連作品
- 「フォーチュン・クエスト 世にも幸せな冒険者たち STAGE1-4」1993年12月 - 1994年5月/角川書店
- 『フォーチュン・クエストL』Vol.1-7 - 1998年3月-9月、ビームエンタテインメントより発売の、テレビアニメを収録した映像作品。最初にVHS版とLD版が発売され、後にDVD版が発売された。発売月はVHS版およびLD版のものである。
- 『フォーチュン・クエストL オリジナルサウンドトラック』 - 1997年12月発売のテレビアニメのサウンドトラック第1弾。
- 『フォーチュン・クエストL オリジナルサウンドトラック BGMスペシャル』 - 1998年6月発売のテレビアニメのサウンドトラック第2弾。挿入歌『月の船』収録。
- 『Good Fine Everyday』 - 1997年発売のシングルCD。テレビアニメのオープニング曲とエンディング曲を収録。歌はsus4。